# JPEG XL
JPEG XL – format graficzny obsługujący zarówno kompresję stratną, jak i bezstratną. Zaprojektowano go z myślą, by był lepszy od istniejących formatów rastrowych, a tym samym stał się ich uniwersalnym zamiennikiem.

## Historia
W 2017 roku komitet JTC1/SC29/WG1 (JPEG) ogłosił możliwość składania propozycji (Call for Proposals) na kandydatów na JPEG XL.
Format został zamrożony 24 grudnia 2020 r., co oznacza, że obecnie zakodowane pliki będzie można zdekodować w przyszłości.

## Funkcje
Najważniejszymi funkcjami są:
- większy zestaw funkcji i lepsza efektywność kompresji w porównaniu do tradycyjnych formatów graficznych (m.in. JPEG, GIF oraz PNG),
- dekodowanie progresywne (polepszanie się jakości wizualnej w miarę ładowania kolejnych fragmentów pliku),
- odwracalne kodowanie plików JPEG oszczędzające ≈20% rozmiaru,
- bezstratne kodowanie (w tym kanału alfa),
- algorytmy kompresji przystosowane zarówno do fotografii, jak i sztucznych obrazów,
- referencyjny koder zoptymalizowany pod percepcję ludzką,
- obsługa wysokiej głębi bitowej oraz obrazów HDR,
- wsparcie dla animowanych obrazów,
- wydajne kodowanie i dekodowanie bez używania wyspecjalizowanego sprzętu,
- format otwarty, wolny od tantiem z otwartoźródłową implementacją referencyjną[7].

## Informacje techniczne
JPEG XL został oparty na formacie PIK od Google oraz FUIF od Cloudinary, który z kolei powstał na bazie FLIF.
Format ten opiera się na dwóch głównych trybach kodowania:
- VarDCT – używa tego samego algorytmu DCT, co klasyczny JPEG, ale bloki, zamiast być ograniczone do 8×8, występują w różnych rozmiarach (od 2×2 aż po 256×256) oraz kształtach (np. 16×8, 8×32, 32×64), a także mogą używać innych rodzajów transformacji (AFV, Hornuss).
- Modular – jest odpowiedzialny m.in. za wydajne, bezstratne kodowanie treści. To z jego pomocą zapisywane są dodatkowe kanały (np. alfa, głębokość, temperatura i inne) oraz współczynniki DC (skala 1:8) trybu VarDCT. Możliwa jest w nim również stratna kompresja, dokonywana z pomocą transformacji Haaro-podobnej, nazywanej w JPEG XL „squeeze”. Ma ona progresywne właściwości: w miarę doczytywania danych widać coraz więcej detali. Progresywne ładowanie obrazów zapisanych trybem VarDCT odbywa się między innymi właśnie przez zapisanie współczynników DC trybu VarDCT w trybie modularnym stratnym, działając w tandemie.

Oba tryby mogą wspomagać się dodatkowymi narzędziami, nieznanymi w innych kodekach:
- modelowanie krzywych do kodowania np. włosów,
- powtarzające się „łatki” mogące być np. literami tekstu albo „duszkami” grafiki pikselowej,
- synteza szumu (jest on trudny do zakodowania w obu trybach, więc lepiej jest oszacować jego wartość w koderze, zapisać ją w pliku i zaaplikować szum ponownie w dekoderze).

Stratne ustawienia kodowania z reguły używają przestrzeni barw XYB stworzonej na bazie LMS.
JPEG XL potrafi również bezstratnie zakodować już istniejące pliki JPEG do bardziej kompaktowej formy, kopiując bezpośrednio współczynniki bloków DCT z JPEG-a do bloków VarDCT w JPEG XL, zawdzięczając mniejszy rozmiar lepszemu kodowaniu entropijnemu. Kiedyś za bezstratną kompresję plików JPEG był odpowiedzialny Brunsli, odrębny tryb od VarDCT i modularnego, został on jednak porzucony na rzecz uproszczenia specyfikacji i zmniejszenia rozmiaru dekodera o 20%.
Predykcja jest wykonywana przy użyciu dekorelatora piksel po pikselu bez dodatkowych informacji, używając sparametryzowanego, samokorygującego, ważonego zestawu predyktorów. Modelowanie kontekstowe obejmuje wyspecjalizowane modele statyczne i potężne modele metadaptacyjne, które uwzględniają błąd lokalny, z sygnalizowaną strukturą drzewa i wyborem predyktorów w zależności od kontekstu. Kodowanie entropijne używa algorytmu LZ77 i może wykorzystywać zarówno rANS (wariant przedziałowy Asymetrycznych Systemów Liczbowych), jak i kodowanie Huffmana (dla prostszych koderów lub w celu zmniejszenia narzutu danych w małych plikach).
Domyślnie implementacja referencyjna JPEG XL używa ustawień, które pomimo dobrej kompresji wciąż zapewniają jakość obrazu niemal nieodróżnialną od oryginału.
Animacje w tym formacie, w przeciwieństwie do formatów typowo filmowych (takich jak H.264 czy VP9), nie używają zaawansowanej kompresji międzyklatkowej, ale (podobnie do GIF) mają do dyspozycji pewne proste narzędzia:
- klatka może aktualizować tylko część obrazu,
- obraz może być nie tylko zastąpiony, ale też wmieszany, dodany lub przemnożony[12],
- aż do 4 klatek[13] może być oznaczonych do przechowywania „łatek” wykorzystywanych w późniejszych klatkach[14].

## Oprogramowanie (stan na listopad 2022)

### Oficjalne wsparcie
- ImageMagick[15] – narzędzie do przetwarzania grafiki rastrowej
- XnView MP[16] – przeglądarka i edytor grafiki rastrowej
- MConverter[17] – konwerter plików online
- Squoosh[18] – konwerter formatów graficznych działający w całości w przeglądarce na bazie WebAssembly
- gThumb[19] – przeglądarka obrazów na Linuxa
- ImageGlass[20] – przeglądarka obrazów na Windowsa
- Affinity Photo[21] –  edytor grafiki rastrowej

### Nieoficjalne wsparcie
- Microsoft Windows[22] – za pomocą wtyczki WIC(inne języki), np. do wyświetlania w Galerii systemu Windows, Eksploratorze Windows etc.
- macOS[23] – za pomocą aplikacji oraz wtyczki do funkcji Quick Look
- aplikacje na Qt / KDE[24] – za pomocą wtyczki
- GIMP[25] – za pomocą wtyczki możliwej do skompilowania w implementacji referencyjnej

### Wsparcie testowe
- Chromium[26] – przeglądarka internetowa; wsparcie formatu oznaczono do usunięcia w listopadzie 2022[27]
- Firefox[28] – przeglądarka internetowa